# Cerro Tacumbú
El cerro Tacumbu es una elevación o montículo, perteneciente a la cadena de cerros del Ybytypanemá, que se encuentra situado en el radio urbano de la ciudad de Asunción (capital de la República del Paraguay) en el barrio del mismo nombre (Tacumbú); actualmente, depredado en su totalidad por las empresas viales (de construcción de caminos y carreteras). 
En la década de los 50 del siglo XX, empezaron los trabajos de explotación de piedras como recurso natural de este cerro para la pavimentación de las calles de Asunción.
Hoy día sólo queda una laguna a consecuencia de la imposibilidad de succión de las aguas por parte de las rocas que allí quedaron. La cantera dejó de funcionar debido a la urbanización de la zona. Su cota actual es de 91 metros sobre el nivel del mar. 
En el fondo se encuentran varias cruces de personas fallecidas in situ por ahogamiento. Además hay leyendas urbanas que hablan de que el nombre Tacumbú deriva de la abreviación de esta frase: "ITÁ AKCÚ MBU" (PIEDRA CALIENTE QUE SUENA); Cuentan que en tiempos inmemoriales cayo una gran piedra encendida del cielo (ITA HAKU) provocando el estallido por su onomatopeya(MBU) al contacto con la tierra, quedándose incrustada y dando origen así al cerro, con este argumento se explica el factor externo que contribuye a su formación, siendo así que el material que formó el cerro es diferente al material de la zona, siendo la piedra del cerro de color azul y más compacta como los basaltos y la piedra de la zona es tosca roja. 
También se cuenta que podría ser un volcán apagado y por esta razón el origen de su nombre relacionado con lo caliente, la piedra y el fuego.

## Ubicación
- Localización: 25°18′01″S 57°39′24″O / -25.30028, -57.65667

- Altitud: 91 m s. n. m.